# Dawid Sączewski
Dawid Krzysztof Sączewski (ur. 3 lutego 1999 w Gdyni) – polski koszykarz występujący na pozycjach rozgrywającego lub rzucającego obrońcy obecnie zawodnik Decki Pelplin.
Pod koniec grudnia 2019 odszedł z Legii Warszawa. 4 stycznia 2020 dołączył do I-ligowej Timeout Polonia 1912 Leszno.

## Osiągnięcia
Stan na 23 kwietnia 2022.

### Drużynowe
- Uczestnik międzynarodowych rozgrywek FIBA Europe Cup (2019/2020)
- Wicemistrz Polski juniorów starszych (2015)

### Indywidualne
- Najmłodszy zawodnik mistrzostw Polski juniorów starszych (2015)

### Reprezentacja
- Wicemistrz Europy U–16 dywizji B (2015)
- Uczestnik mistrzostw Europy U–16 (2014 – 15. miejsce)